# Hrafn Gunnlaugsson
Pour les articles homonymes, voir Gunnlaugsson.
Hrafn Gunnlaugsson est un réalisateur islandais né le 17 juin 1948.

## Filmographie partielle
- 1980 : La Ferme paternelle (Óðal feðranna)
- 1984 : Le Vol du corbeau
- 1988 : L'Ombre du corbeau
- 1991 : Le Viking blanc
- 1993 : The Sacred Mound (Hin helgu vé)
- 1999 : Sorcellerie (Myrkrahöfðinginn)